# Зайцево (Кожевниковський район)
За́йцево (рос. Зайцево) — присілок у складі Кожевниковського району Томської області, Росія. Входить до складу Староювалинського сільського поселення.

## Населення
Населення — 498 осіб (2010; 514 у 2002).
Національний склад (станом на 2002 рік):
- росіяни — 92 %